# 黃景
黃景（1440年—？），字文昭，江西瑞州府上高縣人，民籍。明朝政治人物。進士出身。

## 生平
江西鄉試第十五名。成化五年（1469年）乙丑科會試第二百二十四名，殿試登進士第三甲第五十名。歷官礼部署员外郎事主事，十四年八月奉命往順天府赈灾，升祠祭司郎中，十八年八月往河间、保定二府赈灾，二十一年十一月接替李和任通政司左通政，二十二年十月升礼部左侍郎，二十三年會試任知貢舉官，因亢旱，派遣廷臣赍香币分祷天下山川，黄景奉命往東岳泰山。弘治初，以时议不合致仕。正德间，坐事谪戍炖煌，寻宥归卒。

## 家族
曾祖黃以先。祖父黃思郁。父亲黃敏堅。